# Roundell Palmer, 1. hrabě ze Selborne
Roundell Palmer, 1. hrabě ze Selborne (Roundell Palmer, 1st Earl of Selborne, 1st Viscount Wolmer, 1st Baron Selborne) (27. listopadu 1812, Mixbury, Anglie – 4. května 1895, Petersfield, Anglie) byl britský právník a politik. Původně byl advokátem, poté dlouholetým poslancem Dolní sněmovny, zastával funkce v justiční sféře, ve dvou liberálních vládách vykonával funkci lorda kancléře (1872–1874, 1880–1886) a přispěl k reformám v soudní správě. V roce 1882 získal titul hraběte a vstoupil do Sněmovny lordů. Významnými osobnostmi byli také jeho syn William (1859–1942) a vnuk Roundell (1887–1971).

## Kariéra

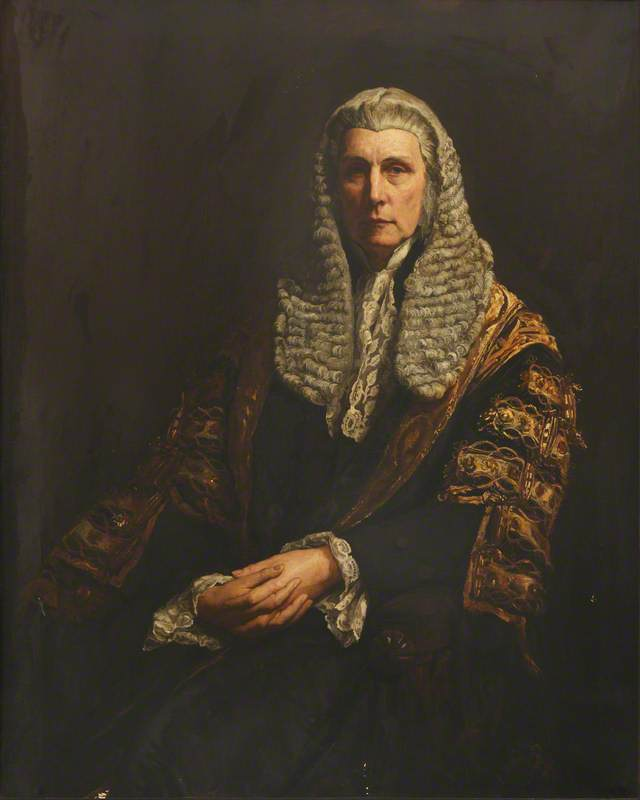
Roundell Palmer v tradičním oděvu v úřadu lorda kancléře (1872)

Narodil se jako mladší syn reverenda Williama Jocelyna Palmera (1778–1852), křestní jméno Roundell je odvozeno od rodného příjmení matky. S úspěchem vystudoval v Oxfordu, kde získal několik cen za své práce v latině. Od roku 1837 působil jako právník, ve 40. letech byl též novinářem v The Times. Jako jeden z nejlepších advokátů v Londýně byl v roce 1847 zvolen do Dolní sněmovny a poslancem zůstal do roku 1857. Původně patřil ke konzervativcům, později se stal nezávislým a nakonec přešel k liberálům, jako poslanec se v té době věnoval především problematice školství a také emancipaci Židů. V roce 1849 byl jmenován královským justičním radou (Queen's Councel). V letech 1857 a 1859 ve volbách neuspěl a znovu se stal poslancem v roce 1861. V roce 1861 byl zároveň povýšen do šlechtického stavu a ve funkci nejvyššího státního zástupce (Solicitor General) povolán do vlády (1861–1863), v letech 1863–1866 byl pak právním zástupcem koruny (Attorney General).
V roce 1868 kvůli nesouhlasu s irskou politikou odmítl vstoupit do Gladstonovy vlády, ale nakonec se stal lordem kancléřem (1872–1874), v roce 1872 byl jmenován členem Tajné rady a získal titul barona (titul byl odvozen od názvu vesnice Selborne v hrabství Hampshire, kde vlastnil venkovské sídlo). V dalším Gladstonově kabinetu byl znovu lordem kancléřem (1880–1886) a v této funkci se zasloužil o reformu a centralizaci soudní správy. V roce 1882 byl povýšen na hraběte ze Selborne. Později se znovu dostal do sporu s Gladstonovou politikou a odmítl účast na vládě v roce 1886. Jako politik se pak přidal k liberálním unionistům.
Od roku 1860 byl členem Královské společnosti, získal čestný doktorát v Oxfordu, na oxfordské univerzitě zastával čestný post nejvyššího hofmistra a v letech 1877–1880 byl rektorem univerzity v St Andrews. Uplatnil se také jako spisovatel a byl mimo jiné autorem vlastních pamětí.

## Rodina
V roce 1848 se oženil s Laurou Waldegrave (1821-1885), dcerou admirála 8. hraběte Waldegrave. Měli spolu pět dětí, čtyři dcery a syna Williama (1859–1942), který zastával několik vysokých úřadů počátkem 20. století. Z dcer se druhorozená Mary Dorothea (1850–1933) provdala za svého bratrance 9. hraběte Waldegrave.